# World2Fly
World2Fly és una aerolínia de transport de passatgers que opera des de l'aeroport de Barajas de Madrid.
World2Fly es va fundar el 2021 i va començar a operar després de rebre el primer Airbus A350-900 de lloguer. Amb seu a Palma, l'aerolínia es concentra en vols a destinacions de llarg recorregut, principalment al Carib, i és propietat del grup empresarial Iberostar, una multinacional que ja disposava de participacions en una companyia aèria anterior, Iberworld. Les destinacions de World2Fly inclouen Punta Cana, Cancun, l'Havana i Zanzíbar, entre d'altres.